# Gepard Express
Gepard Express, SE (VKM: GE) je český autobusový a železniční dopravce se sídlem v Brně. Společnost byla založena v roce 2019 a jejím 100% vlastníkem je Albert Fikáček.
Firma provozuje nejen pravidelné spoje, ale nabízí také individuální dopravu dle parametrů zákazníka a zaštiťuje řadu dalších projektů a aktivit.

## Autobusová doprava
Gepard Express vypravuje přímé autobusové spoje z Brna na letiště ve Vídni a v Praze.

## Železniční doprava
17. dubna 2021 firma ve spolupráci s provozovatelem dráhy Railway Capital a obcí Hevlín vypravila mimořádný vlak na nově kategorizované dráze Hrušovany nad Jevišovkou-Šanov – Hevlín. Jednalo se o první jízdu na místní dráze v České republice.

Na 36. konferenci generálních ředitelů reprezentantů OSŽD byl dopravce zařazen do skupiny přidružených společností k organizaci.
Dne 22. února 2022 zajistil dopravce pro statutární město Brno zvláštní prezentační vlak přímo na vídeňské letiště, jako ukázku možného přímého spojení. Od června 2023 dopravce jezdil z Brna do Vídně pravidelně každý den. Od začátku roku 2025 byla zavedena náhradní autobusová doprava. Následně byla vypovězena smlouva a dopravce nyní[kdy?] na vídeňské letiště provozuje pouze autobusovou linku.[zdroj?]
Od 24. května 2025 provozuje dopravce pravidelnou sezónní linku Hvozdnický expres. Provoz včetně vozidla 810 a přípojného vozu převzala firma od společnosti Railway Capital.[zdroj?]

### Vozidla
Od roku 2023 Gepard Express vlastní dvě stejnosměrné lokomotivy řad 121 (konkrétně 121.068) a 140 (140.099).
Prostřednictvím slovenské firmy Wagon Service, kterou vlastní od roku 2021 rovněž Albert Fikáček, má společnost přístup k flotile lůžkových vozů.
Společnost vlastní také pojízdnou saunu, což je starý služební vůz, který přestavěli dobrovolníci z projektu VlakFest na základě nápadu Alberta Fikáčka.
V roce 2025 přibyl do majetku společnosti motorový vůz 810 a přípojný vůz, převzatý od společnosti Railway Capital pro provoz linky Hvozdnický Express.

## VlakFest

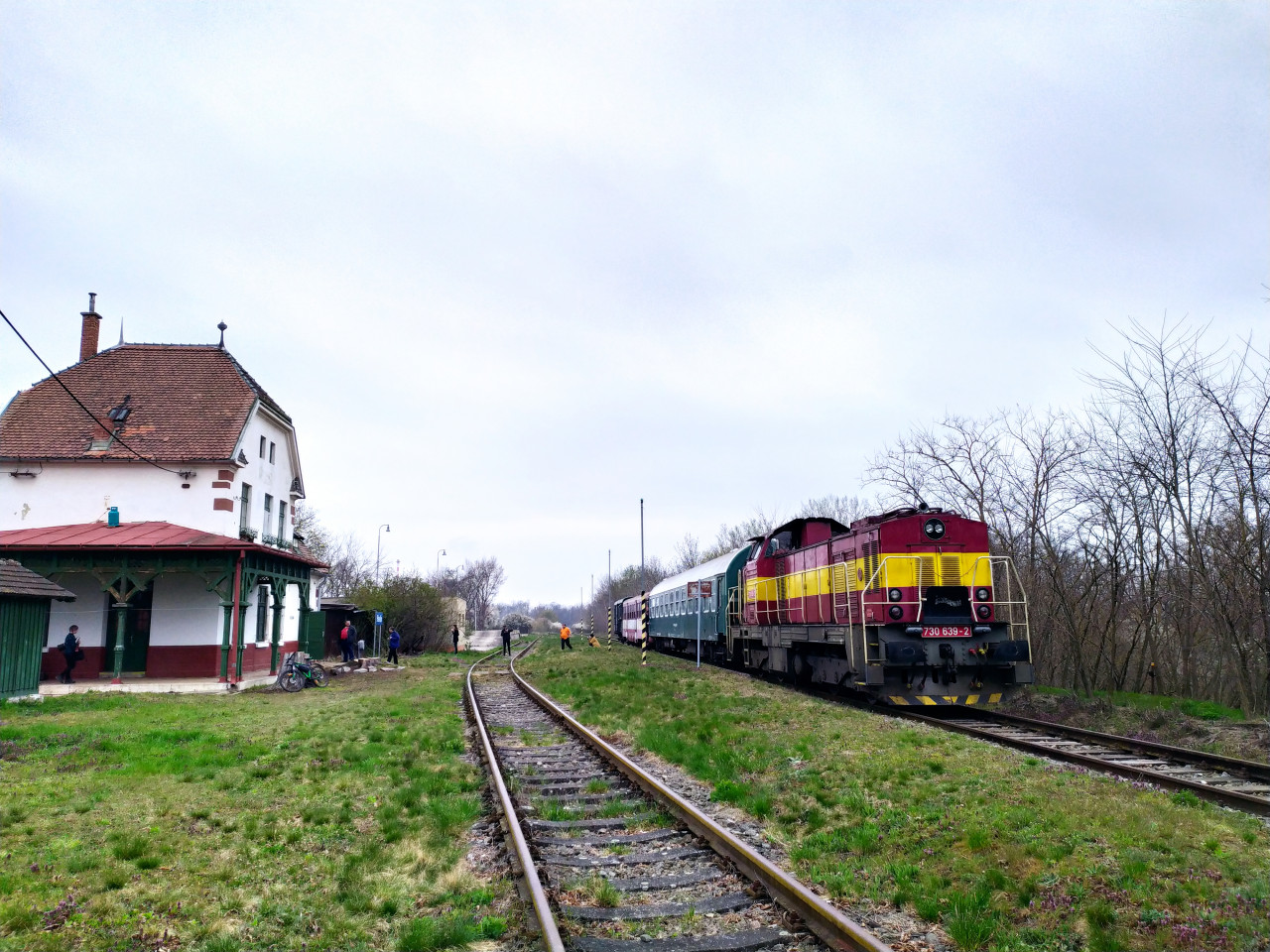
Vlak na místní dráze v Hevlíně pod značkou VlakFest

Jedná se o projekt pro pořádání veřejných i soukromých akcí, vlakových cest do blízkých i vzdálených destinací, ať už po České republice, Slovensku, Bosně a Hercegovině, nebo třeba Moldavsku. Jde o pokračování aktivit osob, které se daly dohromady na začátku roku 2019 kolem Alberta Fikáčka díky organizaci hudebně-cestovatelského festivalu ve vlaku ŽiWELL Express, který čtyři dny jezdí vlakem po Česku a Slovensku a účastníci se mohou těšit na cestovatelské přednášky a koncerty.[ve zdroji nenalezeno] Ubytování je řešeno pomocí vlastních vagonů, stravování probíhá ve vlakovém jídelním voze a kulturní program je realizován uvnitř i vně vlaku.
VlakFest vstoupil do povědomí například i vypravováním vlaků do Neznáma, kde cestující netuší, ve které zemi se ráno probudí.

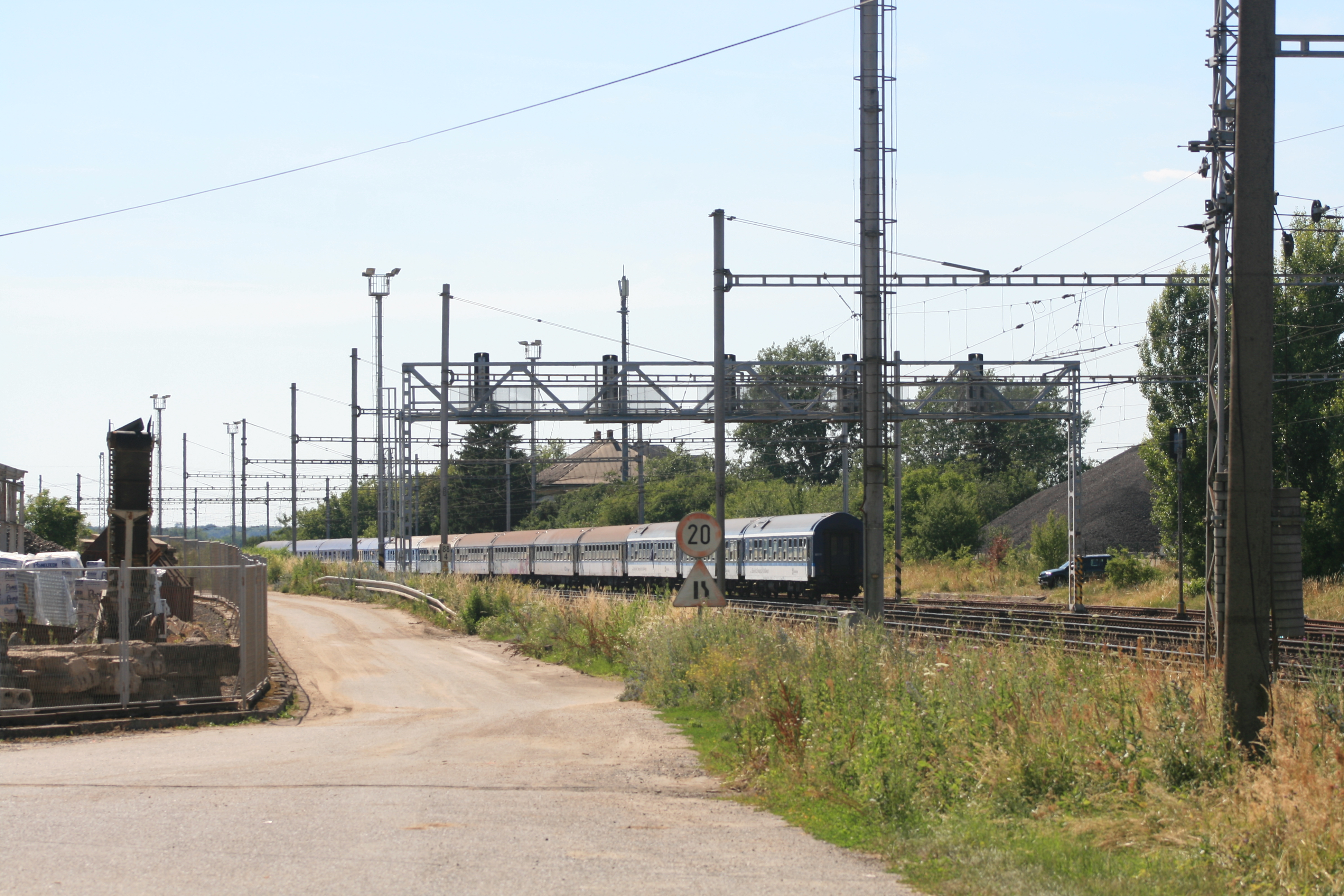
Ubytovací vlak v Hruškách postižených tornádem

## Neziskové aktivity
V roce 2021 společnost vypravila speciální ubytovací vlak na jižní Moravu a v obcích zasažených tornádem poskytla nocleh jak pro místní obyvatele, tak pro ty, kteří přišli na pomoc s odklízením škod.

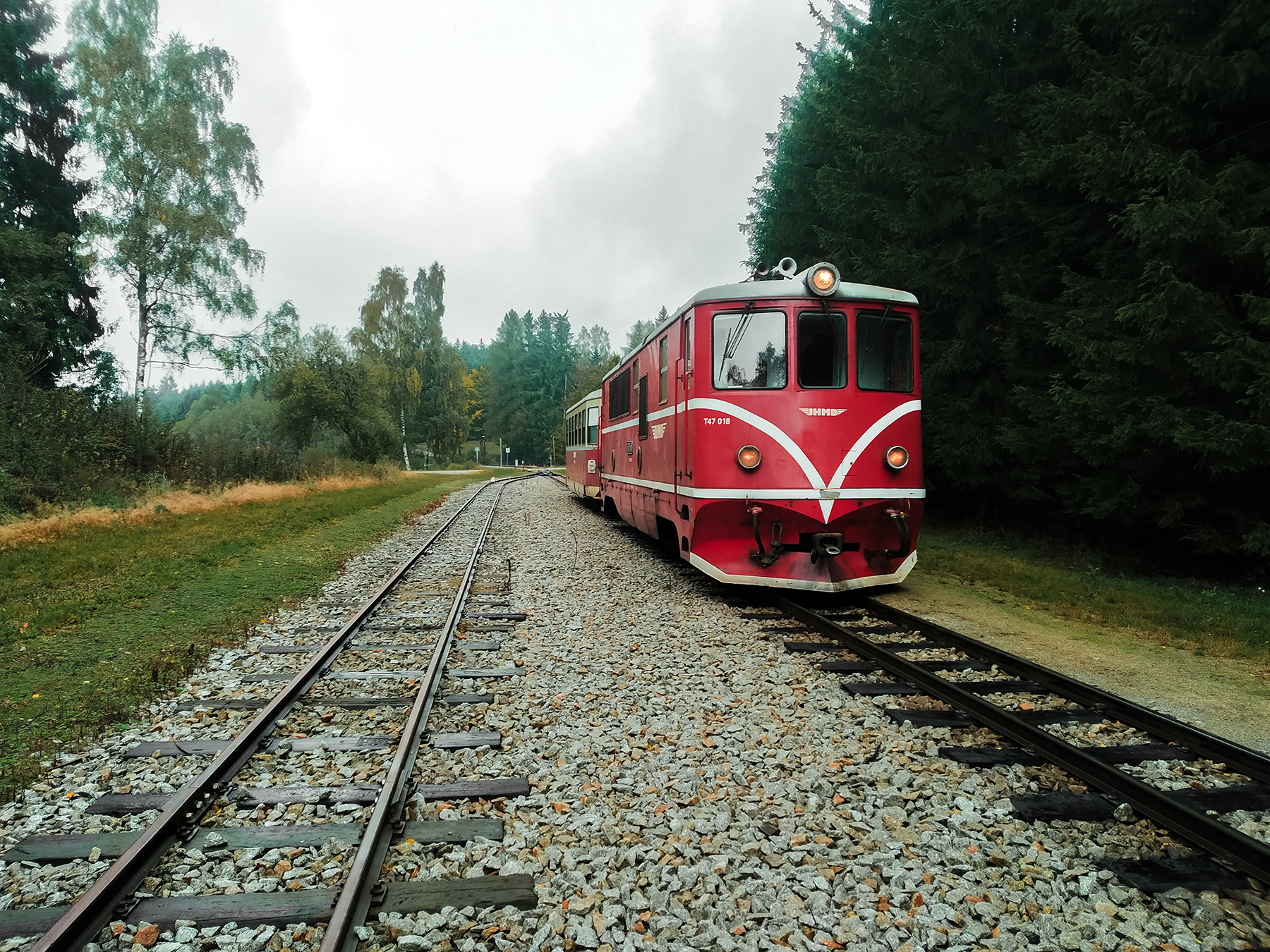
Jindřichohradecká úzkokolejka

## Jindřichohradecká úzkokolejka
V dubnu 2024 byl Gepard Express vybrán Jihočeským krajem i Krajem Vysočina jako nový dopravce pro jihočeské úzkokolejné tratě z Jindřichova Hradce do Nové Bystřice a z Jindřichova Hradce do Obrataně. Provoz pravidelných vlaků má být na těchto tratích obnoven v první polovině června 2024.